# トム・ケニー
トム・ケニー（Tom Kenny、1962年7月13日 - ）は、アメリカ合衆国の男性声優、俳優、コメディアン。ニューヨーク州イーストシラキュース出身。妻は女優、声優のジル・ティレイ。子供が2人いる。

## 人物
主にアメリカ製のアニメーション作品（カートゥーン）で活躍しているケニーは、自身の声を「非常に甘く、何らかの理由で臆病になってしまったおバカキャラの声」と評している。
なお、『スポンジ・ボブ』（スポンジ・ボブ役）ではアニー賞に2001年と2008年にノミネートされ、2010年には受賞を果たしている。

## 出演作品

### テレビアニメ
1992年
- 樫の木モック（モック）

1993年
- ロッコーのモダンライフ（ヘッファー）

1995年
- ドクター・カッツ、プロのセラピスト（トム）

1996年
- ジャスティスフレンズ（バルヘーレン）
- ドラゴンボールZ

1998年
- キャットドッグ（ドッグ）
- ゴジラ ザ・シリーズ（ナイジェル）
- パワーパフガールズ（ナレーター、市長、リトル・アートロ、スネーク）

1999年
- ジョニー・ブラボー（カール）
- スポンジ・ボブ（スポンジ・ボブ、ゲイリー 他）
- ミッション ヒル (ウォーリー ラングフォード)
- パワーパフガールズ（ミスターマイム、ミッチ・ミッチェルソン、レニー・バクスター、気まぐれウィリー）
- ファミリー・ガイ（デス）
- ディルバート（アソーク、ラットバート）

2001年
- おたすけマニー（トン、ロパートさん）
- 原始家族フリントストーンのレッツ・ロカプルコ（ベルボーイ、アナウンス）
- サムライジャック（狼）

2002年
- KND ハチャメチャ大作戦（ウインク）
- サムライジャック（警官6、男）
- ジミー・ニュートロン 僕は天才発明家!（ナノボット、音声効果）
- ビリー&マンディ（子供1）

2003年
- キム・ポッシブル（ジョー）
- サムライジャック（老師ニン、農民）
- ジャスティス・リーグ（サーチ・リーダー）
- ショーリン・ショーダウン（レイムンド・ペドローサ、ハンニバル・ロイ・ビーン）
- ダック・ドジャース（アナウンサー）
- ティーン・タイタンズ（フィックスト、マンボ）

2004年
- ザ・バットマン（オズワルド・コブルポット/ペンギン）
- スーパー・ロボット・モンキー・チーム・ハイパーフォース GO!（ギブソン）
- ダック・ドジャース（司会）
- フォスターズ・ホーム（エドゥアルド、テレビのナレーション）
- ブランディ アンド Mr.ウィスカーズ（エド、ブラッド）
- Megas XLR（アナウンサー）
- RAVE（グリフ）

2005年
- IGPX（ベンジャミン・ブライト）
- キャンプ・ラズロ（ランパス、スリンクマン）
- ビリー&マンディ（ゴーカートレースアナウンサー、CIAエージェント、ナレーション）
- ブンブン・マギー
- フォスターズ・ホーム（ピザ屋、子供3）

2006年
- KND ハチャメチャ大作戦 オペレーション・ゼロ（ウインク）
- ビリー&マンディ（老人）
- フォスターズ・ホーム（ウォーリー、リバースじいさん、ナレーション）

2007年
- クラス・オブ・ミュージック!（フィリーのパパ）
- ビリー&マンディ（テレビの男）
- トランスフォーマー アニメイテッド（スタースクリーム、アイザック・サムダック）

2008年
- スター・ウォーズ/クローンウォーズ（ヌート・ガンレイ、シルッド、ナダール・ヴェップ）
- トランスフォーマー アニメイテッド（スタースクリーム、スカイワープ、サンダークラッカー、ワスプ）
- バットマン:ブレイブ&ボールド（プラスチックマン / イール・オブライアン）

2009年
- トランスフォーマー アニメイテッド（ジェットファイヤー）
- バットマン:ブレイブ&ボールド（ベビー・フェイス）
- 座って黙って（幸せ）

2010年
- アドベンチャー・タイム（アイスキング）

2011年
- ジェネレーター・レックス（アナウンサー）
- The Mini Adventures of Winnie the Pooh（ラビット）※再録音版

2012年
- アルティメット・スパイダーマン（ドクター・オクトパス）
- ニュー・ティーン・タイタンズ（マンボ）
- プラスチックマン（プラスチックマン）※脚本家としても参加
- ブリックベリー（ウッディ）
- ナポレオン ダイナマイト アニメシリーズ (カーティス)

2016年
- Rolling with the Ronks!（フラッシュ）

### 劇場アニメ
2002年
- パワーパフガールズ ザ・ムービー（ナレーター、市長）

2004年
- 紅の豚※ディズニー版
- スポンジ・ボブ/スクエアパンツ ザ・ムービー（スポンジ・ボブ、ゲイリー）

2007年
- 鉄コン筋クリート（沢田）

2012年
- フランケンウィニー（消防署長、兵士、町民）
- ガーディアンズ 伝説の勇者たち（サンディ・ダンディ・マン）

2015年
- スポンジ・ボブ 海のみんなが世界を救Woo!（スポンジ・ボブ、ゲイリー）
- UFO学園の秘密（ウンモ星人）

2016年
- ドラゴン・パンダ（カマキリ）

2018年
- 宇宙の法—黎明編—（ウンモ星人）
- ニンジャバットマン（ペンギン）

2020年
- スポンジ・ボブ: スポンジ・オン・ザ・ラン（スポンジ・ボブ、ゲイリー）

2022年
- ギレルモ・デル・トロのピノッキオ（ベニート・ムッソリーニ、ムッソリーニの側近、船長）

### OVA
2002年
- パワーパフ・ガールズ ファイト・ビフォア・クリスマス（ナレーター、エルフ1）

2003年
- アニマトリックス（オペレーター）

2004年
- トムとジェリー 火星へ行く（火星人1）

2006年
- スチュアート・リトル3 森の仲間と大冒険（動物）

### ゲーム
- スター・ウォーズ ローグ スコードロン II（ビックス・ダークライター）
- スター・ウォーズ ローグ スコードロン III（ビックス・ダークライター）
- スポンジ・ボブとなかまたち トイボットのこうげき（スポンジ・ボブ）
- ティーン・タイタンズ（マンボ）
- ファイナルファンタジーX（リン）
- ファイナルファンタジーX-2（リン）
- レゴ バットマン THE VIDEO GAME（ペンギン、リドラー）

### 吹き替え
- ミッション・クレオパトラ（2002年、アンチヴィルス<ジャン＝ポール・ルーヴ>）
- 少林サッカー（2004年、ダンス男<ヴィンセント・コク>）

### 実写映画
1989年
- カレッジ・ウォーズ（B）

1991年
- 殺人ピエロ狂騒曲（ピエロ）

2001年
- ドクター・ドリトル2（カメの声）

2003年
- 最'狂'絶叫計画（エイリアンの声）※ノンクレジット

2005年
- スカイ・ハイ（夫婦の夫）※妻役はジル・ティレイ

2009年
- Jason Bateman Thinks I'm Dead（本人出演）
- トランスフォーマー/リベンジ（ホィーリーの声、スキッズの声）

2011年
- トランスフォーマー/ダークサイド・ムーン（ホィーリーの声）

2013年
- I Know That Voice（本人出演）

2015年
- アントマン（醜悪ウサギの声）

2016年
- 史上最悪の学園生活（アニメの声）

2017年
- トランスフォーマー/最後の騎士王（ホィーリーの声）

### オリジナルビデオ
2004年
- コミックブック・ザ・ムービー（デレク・スプラング）

2008年
- アドベンチャーズ・イン・ボイス・アクティング（本人出演）

### その他
2006年
- プラスチックマン パイロット版（プラスチックマン）
- ウォーリー・ウォーラス(ウッディー・ウッドペッカー)

2012年
- Transformers: The Ride（ホィーリーの声）